# Лай Дайхан
Лай Дайхан (вьет. Lai Đại Hàn; кор. 라이따이한) — вьетнамский термин для лиц, рождённых от южнокорейского отца и вьетнамской матери в результате сексуального насилия со стороны корейских солдат во время войны во Вьетнаме.

## История
Северная и Южная Корея направили своих военнослужащих на помощь своим идеологическим союзникам во время войны во Вьетнаме, хотя количество солдат вооружённых сил Республики Корея было больше. Ещё в начале 1954 года президент Южной Кореи Ли Сын Ман предложил направить войска во Вьетнам, но его предложение было отклонено Госдепартаментом США. Спустя 10 лет первые южнокорейские граждане прибыли во Вьетнам и являлись некомбатантами: десять инструкторов тхэквондо, тридцать четыре офицера и девяносто шесть армейских медиков. В общей сложности в период с 1965 по 1973 гг. 312 853 южнокорейских солдат прошли через войну во Вьетнаме. Министерство культуры и коммуникаций Вьетнама считает, что южнокорейские солдаты убили порядка 41 400 военнослужащих Вьетнамской народной армии и 5 000 гражданских лиц. Южнокорейские войска неоднократно обвинялись в военных преступлениях и оставили во Вьетнаме тысячи детей от вьетнамских женщин после вывода контингента.

## Количество Лай Дайхан
Точное количество Лай Дайхан неизвестно. По данным «Пусан Ильбо» (кор. 부산일보), их насчитывается не менее 5 000 и не более 30 000. По данным Maeil Business, их не более 1 000.

## Извинения Южной Кореи
Американский политик Норм Коулман 13 октября 2015 года попросил президента Южной Кореи Пак Кын Хе публично принести извинения вьетнамским женщинам, которые были изнасилованы южнокорейскими военными во Вьетнаме. Коулман сказал: «То, что случилось с этими женщинами, многие из которых потеряли невинность от рук южнокорейских солдат, является одной из величайших неописуемых трагедий войны во Вьетнаме».
В видео, опубликованном на YouTube 30 ноября 2015 года, американо-вьетнамский политик Джозеф Као заявил, что правительство Южной Кореи ещё не ответило на вопрос о Лай Дайхан.
9 июня 2017 года правительство Вьетнама подало официальный протест в посольство Южной Кореи в отношении официальной речи, посвящённой Дню памяти Южной Кореи 8 июня 2017 года, в которой говорилось о ветеранах, участвовавших в войне во Вьетнаме. «Мы просим Правительство Южной Кореи не предпринимать никаких действий и не делать заявлений, которые могут нанести вред вьетнамскому народу или негативно повлиять на дружественные отношения между двумя странами», — заявил представитель министерства иностранных дел Вьетнама Ле Тхи Ту Ханг.